# 로테섬

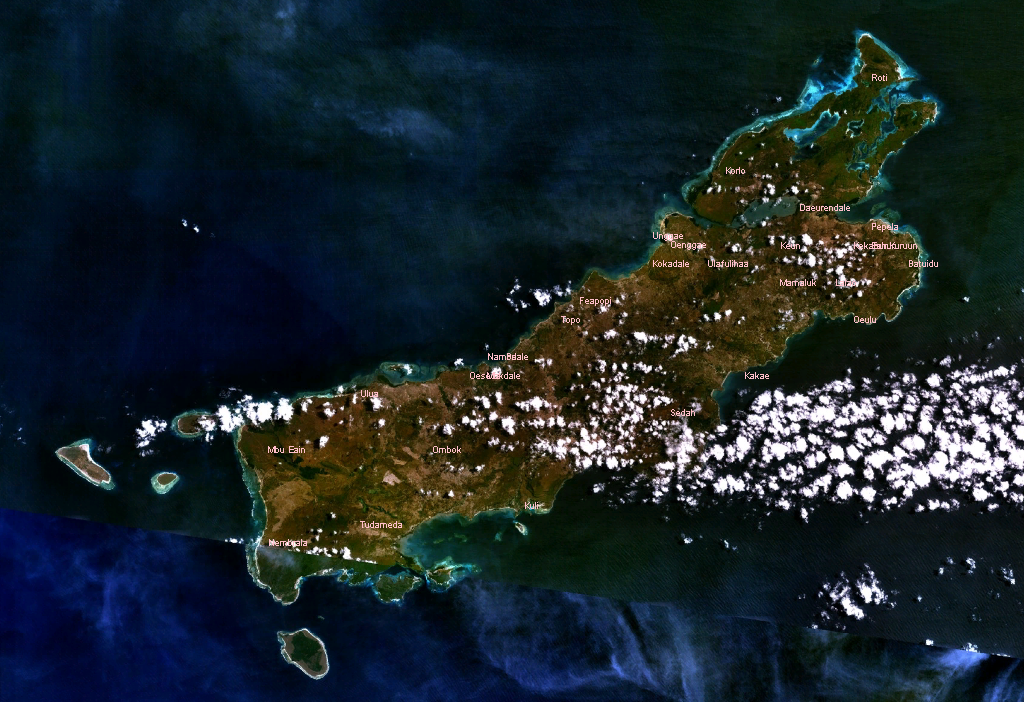
로테섬 위성사진

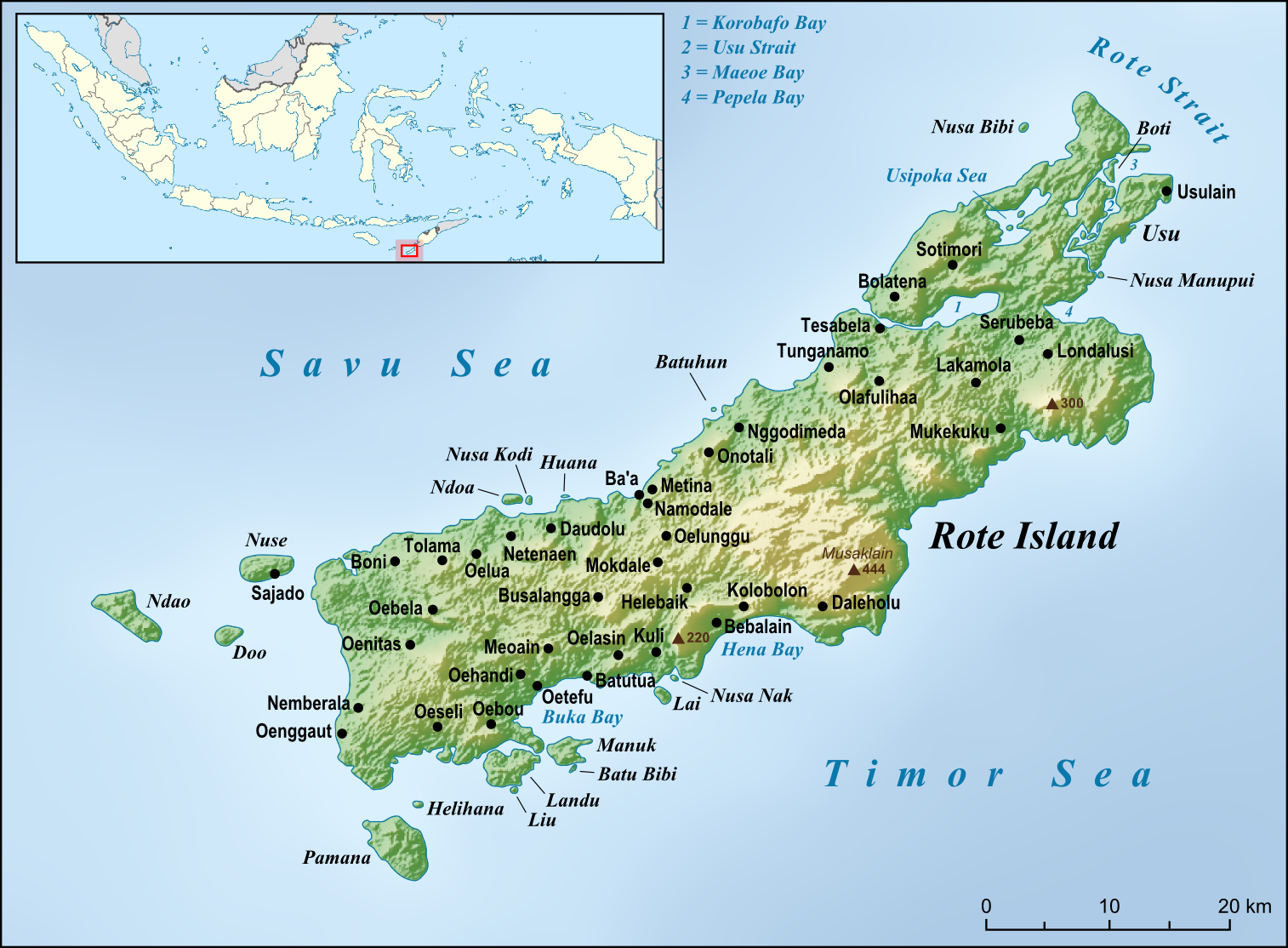
로테섬

로테섬(Pulau Rote) 또는 로티섬(Pulau Roti)은 티모르섬 남서쪽에 위치한 인도네시아의 섬이다. 소순다 열도에 위치하며 행정 구역상으로는 누사틍가라티무르주에 속한다. 면적은 1,200km2이다. 오스트레일리아에서 북동쪽으로 약 500km, 애시모어 카르티에 제도에서 북동쪽으로 약 170km 정도 떨어진 곳에 위치한다. 북쪽으로는 사부해, 남쪽으로는 티모르해, 서쪽으로는 사부섬, 숨바섬과 접한다.